# Sadinja vas, Ljubljana
Sadinja vas je naselje v Mestni občini Ljubljana. Z Ljubljano je kraj ob delavnikih povezan z redno mestno avtobusno linijo št. 26.